# Idroglauberite
L'idroglauberite è un minerale.